# Pinto (Spanien)
Pinto ist eine spanische Gemeinde.
Sie befindet sich in der Autonomen Gemeinschaft Madrid und ist etwa 20 km von der Stadt Madrid entfernt, 2024 hatte die Gemeinde 56.003 Einwohner.

## Wappen
Beschreibung: Das mit Gold und Rot fünfzehnmal geschachte  Wappen ist mit einer Weltkugel belegt, deren goldene Landteile in Blau liegen.
Über dem Wappenschild ruht die goldene Königskrone.